# Lionneta praslinensis
Lionneta praslinensis är en spindelart som beskrevs av Benoit 1979. Lionneta praslinensis ingår i släktet Lionneta och familjen dansspindlar.
Artens utbredningsområde är Seychellerna. Inga underarter finns listade i Catalogue of Life.